# Irisbus Agora

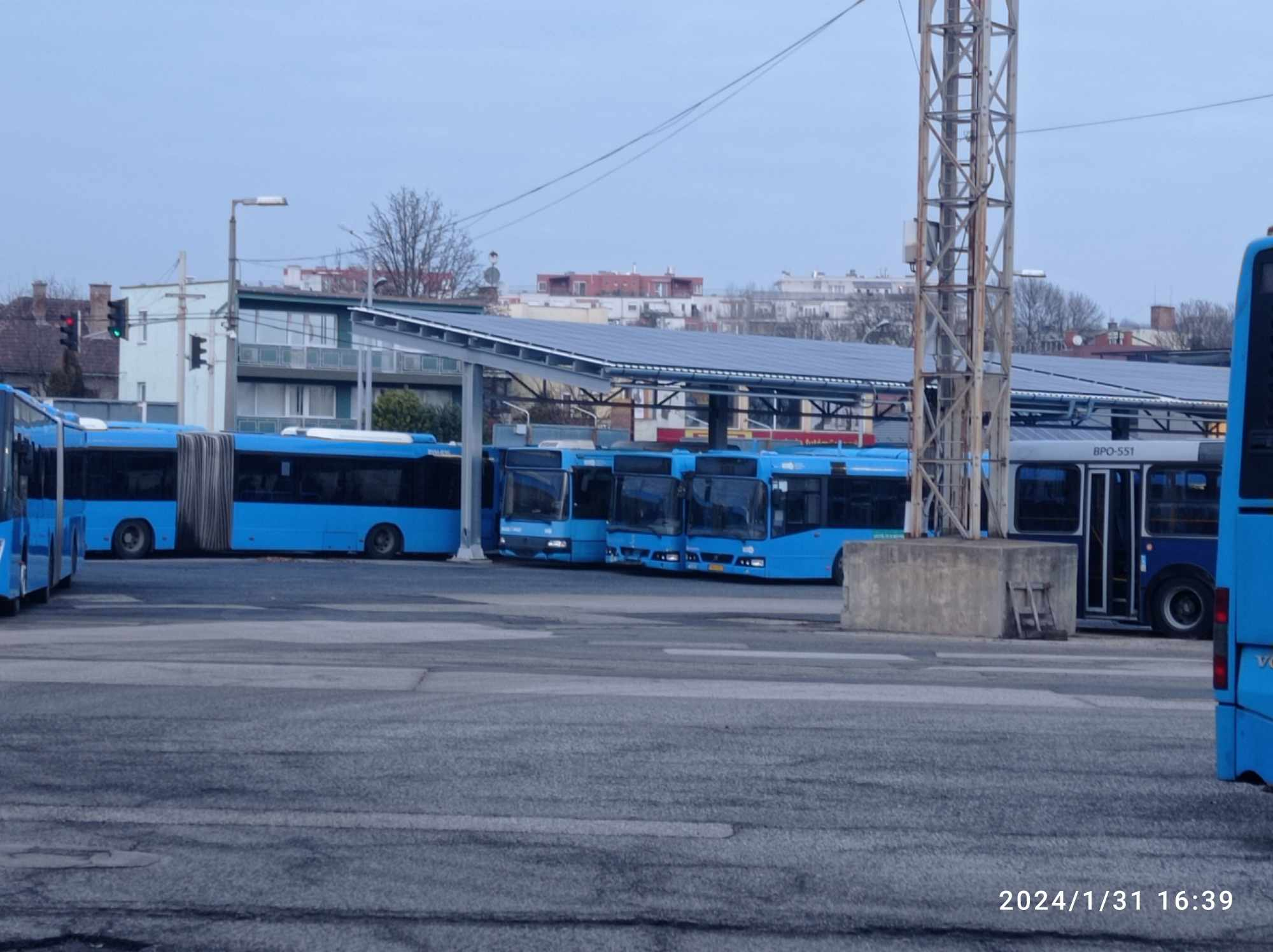

Az Irisbus Agora az olasz-francia Irisbus autóbuszgyártó konszern elővárosi-városi, háromnegyed részben alacsony padlómagasságú csuklós busza.
Budapesten összesen egyetlen példány közlekedett (IIG-954), melyre Ikarus Agora néven is hivatkoztak, azonban az Ikarus autóbuszgyárhoz sem tervezés, sem gyártás területén nincs köze. A típus készültekor a gyártó Irisbus tulajdonolta az Ikarus márkanevet, ezért tehette a járműre az Ikarus márkajelzéseket.

## Kialakítás
A jármű vázszerkezete Renault alvázra épült, emiatt önsúlya viszonylag nagy, hasznos terhelhetősége pedig kicsi az Ikarus 200-as és 400-as családokhoz képest. Iveco motorja megfelel az EURO III norma kibocsátási követelményeinek. Sebességváltója 4+1 fokozatos Voith automata váltó. Kétkörös légfékekkel van felszerelve; az első és harmadik tengely tárcsafékkel, a második pedig dobfékkel. Az ABS szériafelszereltség.
Négy széles ajtaja van, melyek közül az első kettő lépcsőmentes beszállást biztosít, a két hátsónál egy kisebb lépcső található. Az ajtók becsípődéskor automatikusan visszanyitnak. Belső elrendezése viszonylag szűkös, nagyobb tér a második és a harmadik ajtóval szemben található. A vizuális utastájékoztatás megbízható, jól látható LED-es technológiát alkalmaz, de a leszállásjelzést nem jelzi vissza a jármű. A kocsit AVM-es irányítással szerelték fel.

## Előfordulás
| Hely     | Szolgáltató | Típusváltozat | Beszerzési év | Selejtezési év | Darab |
| -------- | ----------- | ------------- | ------------- | -------------- | ----- |
| Budapest | BKV Zrt.    | –             | 2002.         | 2016 majd 2019 | 1     |

### Budapest
A típus egyetlen példánya 2003 elején került a BKV-hoz, az Ikarus 405-ös buszok meghibásodásai miatt kötbérként. A cégnek a Volvo 7700A típus érkezéséig ez volt az egyetlen alacsony padlós csuklós autóbusza. Az Ikarust birtokló Irisbus tervei szerint egy esetleges tendernyerés esetén az Agora típusú autóbuszokat Magyarországon szerelték volna össze, Ikarus márkanév alatt.
Az egyedi és kiforratlan konstrukciójú kocsi elsőként a cinkotai garázs flottájába került, ahol IIG-954 rendszámmal vették állományba 2003 januárjában. Eleinte a 7-es, majd 2004-től a 73-as viszonylaton közlekedett. Sokat állt a garázsban kisebb-nagyobb hibák miatt. A Thököly út rossz minőségű kockakő burkolata miatt váztörést szenvedett, és a motorja is leszakadt. A 2005-ös felújítás után a Dél-pesti autóbuszgarázsba költöztették, ahol a Reptér-busz, majd a 136-os, később pedig az 54-es és az 55-ös vonalán szolgált. Ezt követően 2015-ig a 66-os és a 66E vonalon fordult elő, majd 2015 novemberétől ismét az 54-esen közlekedett.
A BKV 2016. február 29-ei üzemzárással kivonta az állományából a 13 évig szolgálatot teljesített autóbuszt, amely először a 7-es buszcsalád, majd Dél-Pest térségében szállított utasokat. Az autóbusz utoljára 2016. január 25-én szállított menetrend szerint utasokat az 54-es vonalon. 2016. június 1-jén a BKV újra állományba vette.
2018 nyarán a Kelenföldi autóbuszgarázsba helyezték át, ahol minimális felújítást kapott és 2018. szeptember 3-án forgalomba állt. Általában a 139-es és a 108E vonalakon közlekedett.
2019. július 1-jén a BKV kivonta a közforgalmú állományából és az egyéb állományba került áthelyezésre. Három sikertelen meghirdetést követően végül 2024. november 24-én került sor a kocsi selejtezésére.